# Angate (Afeganistão)
Angate (Angat) é uma vila do Afeganistão, localizada na província de Badaquexão. Na vidara do século XX, havia seis casas ali.